# Anaspis lindbergiana
Anaspis lindbergiana is een keversoort uit de familie bloemspartelkevers (Scraptiidae). De wetenschappelijke naam van de soort is voor het eerst geldig gepubliceerd in 1934 door Roubal.